# شارع الظلام
شارع الظلام (بالتركية: Ağır Roman Yeni Dünya)‏ هو مسلسل تلفزيوني تركي تم البدأ بعرضه في سبتمبر 2012 وإنتهى عرضه في ديسمبر 2012، في سنة 2013 عُرض في القنوات العربية مثل شبكة أوربت شوتايم وقناة دبي وان. المسلسل من بطولة تامر تيراشوغلو ونسرين جوادزاده وبيغوم بيرغورين وأونور صايلاك.

## القصة
تدور أحداث المسلسل حول قصة من أربعين سنة عن الرجل الاسطوري لمنطقة حارة كوليرا وابنه صلاح صلاح الذي تم معاقبته بالسجن في قضيه طعن فيها أحد الاشخاص وخرج بأمل وحماس كبير للحياة ابنه والد صديق صلاح تونيا تعود إلى منزلها وتغيرت كثيرا خلال الخمس السنوات التي إبتعدت فيها عن المنطقة تحديث المناطق الحضريه يعرض المنطقة للانقراض وشركات المقاولات الكبرى التي ابتلعت كل شى تتحرك بسرعة كبيرة إلى كوليرا بالإضافة إلى المخاطر الأخرى وصلاح يجد نفسه في حب كبير.

## البطولة
- تامير تيراشوغلو بدور صلاح
- نسرين جوادزاده بدور ليلى
- بيغوم بيرغورين بدور أيلول
- أونور صايلاك
- أوزغي أوزبيرينتشي
- مراد دالتابان
- سمرو يافروتشوك
- ماجد كوبر